# جيا نينغنينغ
جيا نينغنينغ (بالصينية: 夏宁宁) (4 يناير 1987 بتشينغداو في الصين - ) هو لاعب كرة قدم صيني في مركز الوسط. شارك مع منتخب الصين تحت 20 سنة لكرة القدم. أما مع النوادي، فقد لعب مع شاندونغ لونينغ وTianjin Tianhai F.C. ‏.

## وصلات خارجية
- جيا نينغنينغ على موقع قاعدة بيانات كرة القدم.إي يو (الإنجليزية)
- جيا نينغنينغ على موقع Soccerway.com (الإنجليزية)